# Wavin' Flag
«Wavin' Flag» (literalmente, «Bandera ondeante») es el tercer sencillo oficial del músico somalí-canadiense K'naan, de su álbum Troubadour. La canción fue interpretada en vivo de forma acústica en el show radiofónico Q TV por K'naan y su banda para darle a los espectadores un adelanto de su álbum Troubadour antes de su lanzamiento. La canción aparece en la banda sonora del videojuego NBA 2K10 y fue remezclada (excluyendo partes que hablaban de la mala situación que pasaba Sudáfrica) y en el videojuego 2010 FIFA World Cup, fue seleccionada como la canción oficial de Coca Cola en el contexto de la Copa Mundial de Fútbol de 2010, con el nombre «Wavin' Flag (The Celebration Mix)».

## Posición en listas musicales
«Wavin' Flag» estuvo disponible para ser descargada en formato digital en los Estados Unidos desde marzo del 2009 y previa a su lanzamiento como sencillo. Logró éxitos en el Billboard Hot 100 en # 99, por lo que es la primera canción y única de K'naan (keinan) con David Bisbal en hacerlo. Debutó en el # 82 en el Canadian Hot 100 y logrando colocarse en el número # 16. La canción fue un éxito en Argentina, donde llegó al puesto #4 con la versión junto a David Bisbal.

## Versiones bilingües
- España e Hispanoamérica: "Wavin' Flag" por K'naan y David Bisbal.[3]
- Brasil: "Wavin' Flag" por K'naan y Skank.
- China: "Wavin' Flag" por K'naan, Jacky Cheung y Jane Zhang.[4]
- Francia: "Wavin' Flag" por K'naan y Féfé.[5]
- Grecia: "Wavin' Flag" por K'naan y Professional Sinnerz feat Komis X.[6]
- Haití: "Wavin' Flag" por K'naan y MikaBen.[7]
- Indonesia: "Wavin' Flag/Semangat Berkibar" por K'naan e Ipang.
- Japón: "Wavin' Flag" por K'naan y Ai.[8]
- Mundo Árabe: "Wavin' Flag/Shagga ba'Alamak" por K'naan y Nancy Ajram[9]
- Nigeria: "Wavin' Flag (Naija Remix)" por K'naan y Banky W. & M.I..[10]
- Rusia: "Wavin' Flag" por K'naan y St1m[11]
- Tailandia: "Wavin' Flag" por K'naan y Tattoo Colour.[12]
- Vietnam: "Wavin' Flag" por K'naan y Vietnam Idol Phuong Vy.[13]

## No oficiales
- Caribe: "Wavin' Flag" por K'naan y Machel Montano
- Haití: "Wavin' Flag" por K'naan y MikaBen
- Hungría: "Nálunk van a labda" por reporteros de Magyar Televízió
- India, en hindi: "Wavin' Flag" por K'naan y Jasim[14]
- India, en marati: "Wavin' Flag" por K'naan y Buffalaxed[15]
- Somalia: "Wavin' Flag" por K'naan y Gulled Ahmed
- Italia: "Wavin' Flag" por K'naan, Mr. Blaza y MagicEmy
- Mongolia: "Wavin' Flag" por P. Bayartsengel, D. Anu, E. Solongo y E. Soyombo
- Sri Lanka, en tamil: "Wavin' Flag" por Pradeep
- Vietnam: "Wavin' Flag" por K'naan y Phuong Vy.[16]
- Dinamarca:  "Bare kom an"  por Anne Mortensen, Lasse Jakobsen, Anders Andersen, Dennis Schultz & Erik Bruun